# 發行工作室
發行工作室（香港）有限公司（英文：Distribution Workshop (HK) Ltd.），是一間香港的電影發行公司。

## 历史
於2008年成立，以香港為總部，創辦人為施南生及陳永雄。主要業務是電影發行及製作等業務。其創業發行作是《竊聽風雲》。
發行工作室為博納影業及N&J公司的合資公司，並曾為博納影業集團的旗下成員。於2018年4月1日起，因業務重組而成為正正創作坊（同樣由陳永雄成立）旗下成員，與台灣雙喜電影成為姊妹公司。

## 發行作品
- 竊聽風雲（2009年，創業發行作）
- 花木蘭（2009年）
- 艋舺（2010年）
- 大兵小將（2010年，與英皇電影聯合發行）
- 月滿軒尼詩（2010年，僅海外發行）
- 戀愛通告（2010年）
- 荒村公寓（2010年）
- 一路有你（2011年）
- 我知女人心（2011年，與英皇電影聯合發行）
- 財神客棧（2011年）
- 竊聽風雲2（2011年）
- 白蛇傳說（2011年）
- 保衞戰隊之出動喇！朋友！（2011年）
- 東成西就2011（2011年，兼出品）
- 龍門飛甲（2011年）
- 桃姐（2012年）
- 竊聽風雲3（2014年）
- 白发魔女傳之明月天國（2014年）
- 智取威虎山（2015年）
- 烈日灼心（2015年）
- 爸爸的假期（2015年）
- 火鍋英雄（2016年）
- 比利林恩的中場戰事（2016年）
- 魔宮魅影（2016年）
- 請把你的窗戶打開（2016年）
- 鬼域殺人事件（2018年）
- 無雙（2018年）
- G殺（2018年）
- 决勝時刻（2019年）
- 中國機長（2019年）
- 好莱坞往事（2019年）

## 姊妹公司
- 双喜電影
- 真好電影

## 外部連結
- 發行工作室官方facebook （页面存档备份，存于）